# إيميت تومبكينز
إيميت تومبكينز (بالإنجليزية: Emmett Tompkins)‏ هو محامي وسياسي أمريكي، ولد في 1 سبتمبر 1853 بمك كونيلسفيل في الولايات المتحدة، وتوفي في 18 ديسمبر 1917 بكولومبوس في الولايات المتحدة. حزبياً، نشط في الحزب الجمهوري. وقد انتخب عضو مجلس نواب أوهايو وانتخب عضو مجلس النواب الأمريكي.